# Sarcoglyphis magnirostris
Sarcoglyphis magnirostris är en orkidéart som beskrevs av Zhan Huo Tsi. Sarcoglyphis magnirostris ingår i släktet Sarcoglyphis och familjen orkidéer. Inga underarter finns listade i Catalogue of Life.